# Michael Berlemann
Michael Berlemann (* 19. Juli 1968 in Düsseldorf) ist ein deutscher Wirtschaftswissenschaftler.

## Leben
Nach dem Abitur am Theodor-Heuss-Gymnasium in Essen-Kettwig absolvierte er den 15-monatigen Grundwehrdienst in Lübeck. Er studierte Wirtschaftswissenschaften an der Ruhr-Universität Bochum (1994: Diplom-Ökonom). Nach einer kurzen Mitarbeit am Seminar für Wirtschafts- und Finanzpolitik in Bochum (Hans Besters) erhielt er ein Promotionsstipendium des Freistaats Sachsen und wechselte an die TU Dresden. Dort wurde er wissenschaftlicher Mitarbeiter am Lehrstuhl für Volkswirtschaftslehre, insbes. Geld, Kredit und Währung (Alexander Karmann). Nach der Promotion 1999 zum Dr. rer. pol. mit einer Arbeit zu politökonomischen Theorien der Inflation und der Konjunktur mit der Note summa cum laude wechselte er 2004 als Managing Director zur Dresdner Niederlassung des ifo Instituts für Wirtschaftsforschung. Nach der Habilitation an der Fakultät Wirtschaftswissenschaften in Dresden mit einer Arbeit über Methoden der Inflationsprognose ab übernahm er Oktober 2006 eine Lehrstuhlvertretung an der Helmut-Schmidt-Universität an, wo er seit Juli 2007 Professor für Volkswirtschaftslehre, insbes. politische Ökonomik und empirische Wirtschaftsforschung ist.
Seit März 2022 ist Prof. Dr. Michael Berlemann wissenschaftlicher Direktor des Hamburgischen WeltWirtschaftsInstituts (HWWI).
Seine Forschungsschwerpunkte sind monetäre Makroökonomik, Finanzkrisen, Household Finance, politische Ökonomik, Konjunkturforschung, Wachstum & Entwicklung, ökonomische Analyse des Rechts, Gesundheitsökonomik und ökonomische Konsequenzen des Klimawandels.

## Schriften (Auswahl)
- M. Berlemann, D. Wenzel: Hurricanes, Economic Growth and Transmission Channels. Empirical Evidence for Countries on Differing Levels of Development. In: World Development. Band 115, 2018, S. 231–247.
- M. Berlemann, M. Steinhardt: Climate Change, Natural Disasters and Migration – A Survey of the Empirical Evidence. In: CESifo Economic Studies. Band 63, Nr. 4, 2017, S. 353–385.
- M. Berlemann, J. Haucap: Which Factors Drive the Decision to Opt Out of Individual Research Rankings? An Empirical Study of Academic Resistance to Change. In: Research Policy. Band 44, Nr. 5, 2015, S. 1108–1115.
- M. Berlemann, S. Enkelmann, T. Kuhlenkasper: Unraveling the Complexity of US Presidential Approval. A multi-dimensional semiparametric approach. In: Journal of Applied Econometrics. Band 30, Nr. 3, 2015, S. 468–486.
- K. P. Arin, M. Berlemann, T. Kuhlenkasper, F. Koray: Non-Linear Growth Effects of Taxation: A Semi-Parametric Approach Using Average Marginal Tax Rates. In: Journal of Applied Econometrics. Band 28, Nr. 5, 2013, S. 883–899.
- M. Berlemann, G. Markwardt: Unemployment and Inflation Consequences of Unexpected Election Results. In: Journal of Money, Credit & Banking. Band 39, Nr. 8, 2007, S. 1919–1945.